# (9393) Apta
(9393) Apta ist ein Asteroid des Hauptgürtels, der am 10. August 1994 vom belgischen Astronomen Eric Walter Elst am La-Silla-Observatorium (IAU-Code 809) der Europäischen Südsternwarte in Chile entdeckt wurde.
Der Asteroid wurde am 20. November 2002 nach der französischen Stadt Apt im Département Vaucluse in der Region Provence-Alpes-Côte d’Azur benannt, die in römischer Zeit als römische Kolonie von Julius Caesar 45 v. Chr. an Stelle einer früheren Stadt als Apta Julia neu gegründet wurde und heute als „Welthauptstadt der kandierten Früchte“ bekannt ist.